# DeWalt
DeWalt (skrevet som DᴇWALT) Industrial Tool Company er en amerikansk verdensomspændende producent af power tools og håndværktøj til byggeri, fremstilling og træarbejde. Selskabet blev grundlagt i 1924, men er i dag et registreret varemærke under Black & Decker, der er et datterselskab af Stanley Black & Decker.